# Забєлін Павло Олександрович
Павло Олександрович Забєлін (нар. 1911, Катеринослав, Російська імперія — пом. 1950, Ленінград, СРСР) — радянський футболіст та тренер, виступав на позиції захисника та півзахисника.

## Життєпис
У першій половині 30-х років XX століття виступав за аматорські колективи з Ленінграда. 1937 року грав за «Динамо» (Болшево). У чемпіонаті СРСР 1938 року провів 17 матчів за московське «Динамо». Дебютував 15 червня у поєдинку проти бакинського «Темпу». З 1939 по 1941 і з 1945 по 1947 виступав за ленінградське «Динамо».
У сезоні 1947/48 років зіграв 18 матчів на позиції воротаря за хокейний клуб «Динамо» із Москви. Пропустив 37 шайб.
У лютому 1936 року у складі команди «Динамо» з Болшево посів друге місце у чемпіонаті СРСР з хокею з м'ячем.
Загинув, потрапивши під трамвай. 